# Капуана, Луиджи
Луиджи Капуана (итал. Luigi Capuana, сиц. Luiggi Capuana; 28 мая 1839 года, Минео, провинция Катания, Королевство Обеих Сицилий — 29 ноября 1915 года, Катания, Королевство Италия) — итальянский писатель, сказочник, журналист, критик, историк и теоретик литературы, основоположник веризма, активный сторонник Рисорджименто.

## Биография

### Детство и юность

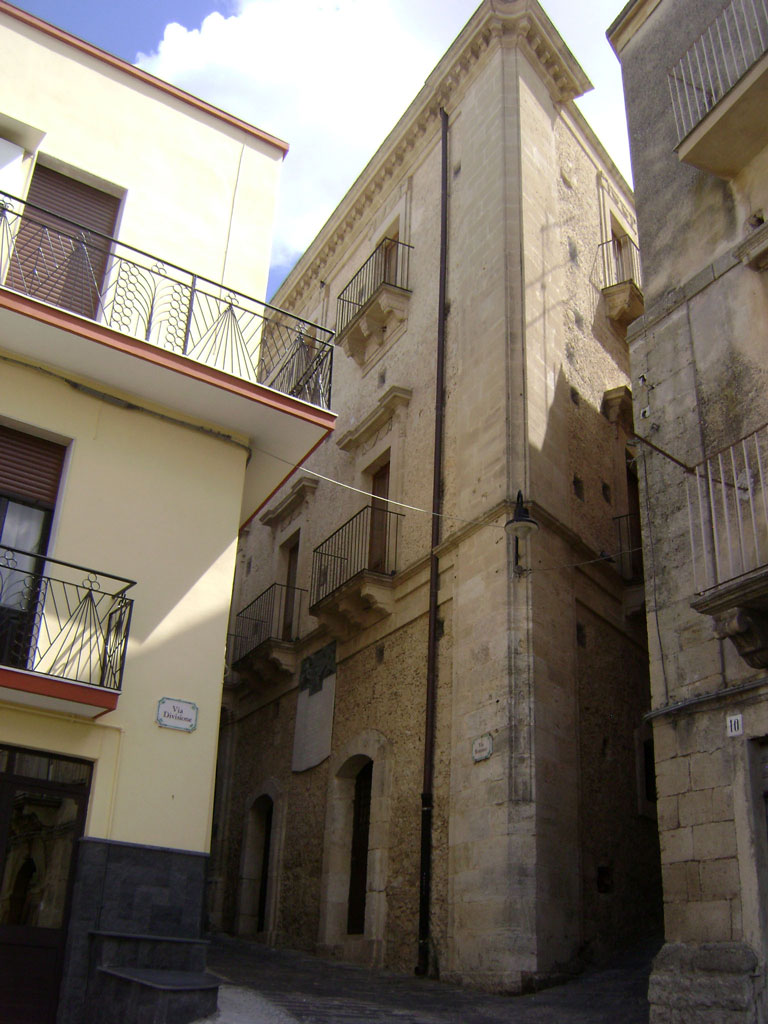
Палаццо Капуана, место рождения писателя в Минео

Луиджи Капуана родился 28 мая 1839 года в Минео, в провинции Катания, в королевстве Обеих Сицилий. Он был старшим ребёнком в многодетной семье богатых землевладельцев Гаэтано Капуана и Доротеи Капуана, урождённой Рагуза.
Детство будущего писателя прошло в родном городе в Палаццо Капуана и сельской местности на вилле Санта-Маргарита, где он познакомился с сицилийским фольклором. Мальчиком впервые влюбился в девочку-ровесницу Марию Бланчьярди, которая вскоре умерла от туберкулёза.
Его начальное образование было доверено частному учителю. Тогда же, под влиянием дяди-каноника Джузеппе Капуана, им были написаны первые стихи на сицилийском языке. Это были духовные песни. Некоторое время он посещал курсы грамматики и риторики в муниципальной школе в Минео, которой руководили иезуиты.
В 1851 году поступил в престижный Королевский колледж в Бронте. Здесь под влиянием учителя-священника Джезуальдо де Лука, у него проявился особенный интерес к итальянской литературе. Чтение классиков и современников воспитало его патриотом и сторонником единства Италии. Во время обучения он издал свой первый сонет — «Непорочное зачатие Блаженной Девы Марии» (итал. Sonetto per Immacolata Concezione della Beata Vergine Maria).
В 1855 году по состоянию здоровья был вынужден прервать обучение и покинуть колледж. Вернувшись в Минео, продолжил самостоятельное образование, носившее несколько эклектичный характер. Круг его интересов включал литературу, театр, историю, естествознание и оккультизм.
В 1857 году по требованию главы рода, дяди Антонио Капуана, будущий писатель поступил на юридический факультет в светскую гимназию в Катании. Однако, вместо изучения права, продолжил заниматься литературой. Во время обучения он познакомился и подружился с поэтом Джузеппе Макерьоне, писателем Эмануэле Наварро делла Миралья, филологом и активным сторонником сохранения и развития сицилийского языка Леонардо Виго Каллана. Последнему Луиджи Капуана помогал готовить к изданию энциклопедический сборник сицилийской народной поэзии. В это же время им были написаны первые драматические сочинения, от которых сохранились только названия и несколько фрагментов.
В конце 1859 года, несмотря на давление со стороны семьи, отказался от карьеры юриста и покинул университет в Катании. Вернувшись в Минео, в 1860 году вступил в тайный комитет, занимавшийся подготовкой к высадке на остров десанта под командованием Джузеппе Гарибальди. Ещё в первый год обучения в университете он был взят полицией под негласный надзор за симпатии к идеям ирредентистов. В тайном комитете исполнял обязанности секретаря.
Полюбил девушку из простой семьи, красавицу Себастьяну Конти. Но родители Луиджи Капуана были категорически против мезальянса, и девушку заставили выйти замуж за другого.
После Экспедиции Тысячи, включения территории королевства Обеих Сицилий в состав королевства Сардиния и основания единого государства, он был назначен канцлером нового городского совета в Минео. Тогда же состоялся литературный дебют молодого писателя. В 1861 году в Катании была издана его драматическая поэма «Гарибальди» (итал. Garibaldi), состоящая из трёх песней и посвящённая недавним событиям Рисорджименто.

### Творческий путь

#### Флоренция (1864—1868)
Литературное дарование Луиджи Капуана не могло развиться в полной мере в провинции. Он убедил семью в необходимости своей поездки в Тоскану и весной 1864 года прибыл во Флоренцию, где прожил следующие четыре года. Флоренция в то время была центром интеллектуальной жизни объединённой Италии.
Молодой писатель принимал активное участие в культурной жизни города. Он был частым посетителем литературного салона Онгаро-Поццолини и ночного кафе «Микеланджело», где собиралась творческая интеллигенция, главным образом, художники и писатели. Здесь Луиджи Капуана в мае-июне 1865 года познакомился с земляком, писателем Джованни Верга.
В это же время в нём пробудился особенный интерес к театру. Его дебют как театрального критика состоялся в 1865 году на страницах «Италийского обозрения» (итал. Rivista italica), и сразу был замечен современниками. В следующем году Луиджи Капуана получил место театрального критика в ежедневной газете «La Nazione» (Нация), на страницах которой в октябре 1867 года было опубликовано его первое прозаическое произведение — новелла «Доктор Чимбалус» (итал. Il dottor Cymbalus). При написании рассказа автор использовал данные экспериментальной науки, знание оккультизма и психологии личности.

#### Возвращение на остров
В начале 1868 года из-за проблем со здоровьем ему пришлось вернуться в Минео. В 1870 году неожиданно скончался отец писателя, и на него легли обязанности главы семьи, находившейся в затруднительном материальном положении из-за двух неурожайных лет. В том же году он поступил на работу инспектором народных училищ и муниципальным советником. Некоторое время спустя был избран в мэры Минео. Среди жителей коммуны в то время Луиджи Капуана был известен, прежде всего, как хороший градоначальник, чем писатель.
В период административной деятельности не имел возможности активно заниматься литературным творчеством. Занимался фотографией, графикой, рисунком, керамикой. В 1871 году издал на сицилийском языке поэтический сборник земляка Паоло Мауро. Изучал сочинения философов Георга Гегеля и Франческо Де Санктиса. Особое впечатление на него оказала теория эволюции и смерти литературных жанров философа-позитивиста и критика Анджело Камилло Де Меиса.
К этому времени относятся два интересных документа, написанных писателем: «Семейная прачечная» (итал. Il bucato in famiglia), речь на торжественной церемонии открытия начальной школы для мальчиков и девочек в Минео 24 ноября 1870 года и «Отчёт мэра коммуны Минео» (итал. Il comune di Mineo. Relazione del sindaco) за 1875 год. Оба документа были опубликованы в Катании.

#### Милан (1877—1888) и Рим (1888—1901)
В конце 1875 года, во время краткого пребывания в Риме, Луиджи Капуана начал работу над своим первым романом «Джачинта» (итал. Giacinta). По возвращении в Минео, им был написан первый сборник рассказов «Образы женщин», который он издал в Милане 1877 году. В том же году, писатель, по настоятельной просьбе Джованни Верга, переехал в Милан, где получил место литературного и театрального критика в газете «Коррьере делла Сера» (итал. Corriere della Sera). Здесь, следуя разработанной им натуралистической теории, согласно которой в основе художественного произведения должны находиться документальные свидетельства жизни человека, Луиджи Капуана завершил работу над своим первым романом. Изданный в Милане в 1879 году, роман «Джачинта» стал манифестом веристов, а его автор был признан родоначальником веризма в литературе. Роман вызвал бурную полемику между сторонниками и противниками реализма.
Так начался самый плодотворный период творческой деятельности писателя. В 1879 году в Милане им было подготовлено новое издание поэтического сборника Паоло Маура. Следом в 1880 году в Милане и в 1882 году в Катании он издал ряд исследований по современной литературе, среди которых были его известные эссе об Эмиле Золя, Эдмоне де Гонкуре, Франко Саккетти, Луиджи Гвальдо, Джованни Фальделла, Карло Досси, Оноре де Бальзаке и Джованни Верга, до этого опубликованные в «Коррьере делла Сера».

### Старость
Ещё в 1875 году Луиджи Капуана вступил в связь с Джузеппиной Сансоне, неграмотной сельской девушкой, работавшей прислугой в доме его родителей. От этой связи родилось несколько бастардов. Все они были отданы в приют в Кальтаджироне. В 1892 году писатель выдал любовницу замуж, так как вступил в сожительство с молодой экзальтированной женщиной, Аделаидой Бернардини. Он женился на ней только в 1908 году в Катании. Детей в этом браке не было.

## Комментарии
1. ↑  Особенной чертой поэтического дарования Луиджи Капуана было совершенное знание им сицилийского фольклора, позволявшее ему создавать гениальные мистификации. В 1857 году, отосланная другу-филологу Леонардо Виго, одна из таких «народных песен», вызвала сенсацию в научном сообществе и признавалась подлинником, пока автор не сознался в шутке.